# Konark
Konark (sanscrito कोनार्क, variamente trascritto anche come Konarka, Konarak, Konārak, Kanarak, Konārka) è una città dell'India di 15.015 abitanti, situata nel distretto di Puri, nello stato federato dell'Orissa. In base al numero di abitanti la città rientra nella classe IV (da 10.000 a 19.999 persone).
Konark è sede del Tempio del Sole, edificio religioso risalente al XIII secolo, costruito in granito dal re Narasimhadeva I ed è un importante santuario per il brahmanesimo, inserito nel 1984 nell'elenco dei Patrimoni dell'umanità dell'UNESCO.

## Geografia fisica
La città è situata a 19° 53' 60 N e 86° 7' 0 E e ha un'altitudine di 1 m s.l.m..

## Società

### Evoluzione demografica
Al censimento del 2001 la popolazione di Konark assommava a 15.015 persone, delle quali 7.843 maschi e 7.172 femmine. I bambini di età inferiore o uguale ai sei anni assommavano a 2.158, dei quali 1.092 maschi e 1.066 femmine. Infine, coloro che erano in grado di saper almeno leggere e scrivere erano 8.578, dei quali 5.035 maschi e 3.543 femmine.